# Vanessa Duriès
Vanessa Duriès, eigenlijk Katia Lamara (1972 – 13 december 1993) was een Franse schrijfster die, met name in de bdsm-wereld, bekend is geworden met haar tot de verbeelding sprekende autobiografie.
Duriès was een Parijse studente Letterkunde die in aanraking kwam met bdsm en zich volledig gaf aan haar meester als slavin. Ze verwerkt haar eigen ervaringen in de roman "De Leiband" die hiermee als autobiografisch kan worden beschouwd.
Ze verscheen naar aanleiding van haar boek ook in de Franse editie van Penthouse in mei 1993 met een interview en een fotosessie waarin zij als slavin was afgebeeld. Ook was zij destijds te zien op de Franse televisie bij Bernard Pivot, waar ze opzien baarde met haar openhartigheid en vanwege haar leeftijd. Hierdoor kreeg zij ook buiten de bdsm-wereld bekendheid.
Een paar maanden na het verschijnen van De Leiband werd zij het slachtoffer van een dodelijk verkeersongeval in Zuid-Frankrijk, samen met twee andere jonge Franse schrijvers.